# Петар Скансі
Петар Скансі (23 листопада 1943 — 4 квітня 2022) — югославський баскетболіст.
Срібний призер Олімпійських Ігор 1968 року.
Переможець Середземноморських ігор 1967 року.
Чемпіон світу 1970 року, срібний призер 1967 року.
Срібний призер Чемпіонату Європи 1965 року.
Як головний тренер: срібний призер Олімпійських ігор 1992 року.
Бронзовий призер Чемпіонату Європи 1979 року.